# Life is short
|  | Denne artikel er oprettet af botten PalnaBot ud fra en ekstern database. Den kan derfor have sproglige fejl eller mangler. Denne skabelon kan fjernes efter kontrol af indholdet. |

Life is short er en kortfilm instrueret af Albert Hytteballe Petersen efter eget manuskript.

## Handling
Filmen er ren propaganda, som Goebbels ikke kunne have lavet bedre, udtaler tidligere skatteminister Anders Fogh Rasmussen til dagbladet B.T. den 27. august 1994 og giver hermed sin mening om Albert Hytteballe Petersens hudflettende og suggererende samfundskritiske filmmosaik til kende. Med murens fald og de frie markedskræfters efterfølgende eksplosion drøner det såkaldte fremskridt derudad som bilkøer indfanget i gigantiske motorvejsfletninger. Men filmen standser op og frigør sig fra benzinosen, tager en dyb indånding og lader mennesker i alle verdensdele, små og store, komme til orde og se kritisk på de frie markedskræfters prisseddel: arbejdsløshed, gold privatisering med fordyrelse til følge, serviceforringelse, prostitution, fattigdom, gadebørn, limsnifning, kriminalitet, forarmelse og tidlig død.